# Съставно именно сказуемо
Съставното именно сказуемо (или глаголно-именно сказуемо) е вид сказуемо. Образува се от глагола „съм“ и име – съществително, прилагателно, местоимение или числително. Глаголът „съм“ носи граматичните признаци на съставното именно сказуемо – време, лице, число. Лексикалното значение се изразява от името.

## Общи примери
Още от ранната пролет дворът стана бял от първите кокичета.

## С прилагателно и числително име
Той е последният.
Тя стана трета на турнира.
Аз съм първият.
Ти си вторият.
Димитър беше първият в състезанието по плуване.
Ще бъдем първите.

## Със съществително име
Това е мотоциклетът, за който ти разказах.
Ти си най-добрият ми приятел.
Тя преживява нападение от тигрова акула.